# Otto Schauer
Otto Schauer, né en 1923 à Stuttgart et mort en 1985 à Paris, est un artiste-peintre allemand actif en France à partir de 1950.

## Biographie
Otto Schauer est né en 1923 à Stuttgart à Bade-Wurtemberg en Allemagne.
Il a été initié à la peinture par Anton Kolig et par Willi Baumeister. En 1950 il s'installe à Paris. Il est mort à Paris en 1985,.

## Sujets
Paysages et nus féminins.

## Œuvres
- Nu et montagne, 1966[2]
- Île de la grande fortune, 1969[2]
- Potager, 1980[2]

## Expositions
- 1953, galerie du Bac, Paris[1]
- 1992, musée Carnavalet, Paris[1]